# One More Light Live
One More Light Live è il settimo album dal vivo del gruppo musicale statunitense Linkin Park, pubblicato il 15 dicembre 2017 dalla Warner Bros. Records.

## Descrizione
Contiene una selezione di vari brani eseguiti dal gruppo nel corso del One More Light World Tour insieme al frontman Chester Bennington, prima della sua scomparsa avvenuta nel luglio 2017. La decisione di pubblicare l'album è stata dettata dal volere dei restanti componenti dei Linkin Park di omaggiare la vita di Bennington e il suo impegno durante il tour:
Nel disco sono presenti sia i principali singoli del gruppo sia tutti i brani tratti dal settimo album One More Light eseguiti dal vivo prima della morte del cantante, tra cui una versione del brano Good Goodbye eseguita insieme al rapper britannico Stormzy.

## Promozione
Per anticipare l'uscita dell'album, i Linkin Park hanno reso disponibile attraverso il proprio canale YouTube i video delle versioni dal vivo di Crawling e di Sharp Edges, usciti rispettivamente il 4 e il 14 dicembre 2017. Il 14 dicembre, inoltre, la stazione radiofonica italiana Virgin Radio ha trasmesso in streaming l'intero album in anteprima presso il proprio sito.
In occasione dell'annuale Record Store Day, il 21 aprile 2018 One More Light Live è stato commercializzato anche nel formato doppio vinile colorato.

## Tracce
1. Talking to Myself – 5:16 (Mike Shinoda, Brad Delson, Ilsey Juber, JR Rotem)
2. Burn It Down – 4:13 (Linkin Park)
3. Battle Symphony – 3:45 (Mike Shinoda, Brad Delson, Jon Green)
4. New Divide – 4:30 (Linkin Park)
5. Invisible – 4:30 (Mike Shinoda, Justin Parker)
6. Nobody Can Save Me – 3:59 (Mike Shinoda, Brad Delson, Jon Green)
7. One More Light – 4:19 (Mike Shinoda, Francis White)
8. Crawling – 3:29 (Linkin Park)
9. Leave Out All the Rest – 4:50 (Linkin Park)
10. Good Goodbye (feat. Stormzy) – 4:08 (Mike Shinoda, Brad Delson, Jesse Shatkin, Terrence Thornton, Michael Omari)
11. What I've Done – 4:33 (Linkin Park)
12. In the End – 3:48 (Linkin Park)
13. Sharp Edges – 4:47 (Mike Shinoda, Brad Delson, Ilsey Juber)
14. Numb – 3:50 (Linkin Park) – contiene un estratto di Encore di Jay-Z[9]
15. Heavy – 2:56 (Mike Shinoda, Brad Delson, Chester Bennington, Julia Michaels, Justin Tranter)
16. Bleed It Out – 4:57 (Linkin Park)

## Formazione
Hanno partecipato alle registrazioni, secondo le note di copertina:
Gruppo
- Chester Bennington – voce, chitarra (tracce 3, 6 e 13)
- Rob Bourdon – batteria (eccetto tracce 7, 8 e 13)
- Brad Delson – chitarra (eccetto traccia 8), sintetizzatore (traccia 2)
- Phoenix – basso e cori (eccetto tracce 8, 9 e 13), chitarra (traccia 9), campionatore (traccia 10)
- Joe Hahn – giradischi, campionatore e cori (eccetto tracce 8 e 13)
- Mike Shinoda – voce e cori (eccetto tracce 8 e 13), tastiera (tracce 1-4, 6-9, 11, 14 e 15), chitarra (tracce 10-12 e 16)

Altri musicisti
- Stormzy – voce aggiuntiva (traccia 10)

Produzione
- Brad Madix – registrazione
- Ethan Mates – missaggio
- Josh Newell – montaggio Pro Tools
- Michelle Mancini – mastering

## Classifiche

### Classifiche settimanali
| Classifica (2017)          | Posizione massima |
| -------------------------- | ----------------- |
| Australia                  | 20                |
| Austria                    | 11                |
| Belgio (Fiandre)           | 25                |
| Belgio (Vallonia)          | 45                |
| Canada                     | 29                |
| Francia                    | 54                |
| Germania                   | 7                 |
| Italia                     | 11                |
| Nuova Zelanda              | 32                |
| Paesi Bassi                | 10                |
| Polonia                    | 28                |
| Portogallo                 | 15                |
| Regno Unito                | 32                |
| Regno Unito (rock & metal) | 1                 |
| Stati Uniti                | 28                |
| Stati Uniti (alternative)  | 2                 |
| Stati Uniti (rock)         | 3                 |
| Svizzera                   | 7                 |
| Ungheria                   | 6                 |

### Classifiche di fine anno
| Classifica (2017) | Posizione |
| ----------------- | --------- |
| Ungheria          | 82        |
| Classifica (2018) | Posizione |
| Belgio (Fiandre)  | 195       |
| Svizzera          | 76        |
| Ungheria          | 95        |